# Fly on the Wall (canção)
"Fly on the Wall" é uma canção da cantora  americana pop Miley Cyrus presente no seu segundo álbum de estúdio Breakout. Ele foi lançado como o terceiro single do segundo álbum em 16 de fevereiro de 2009. É o segundo single de Miley nos Estados Unidos, Canadá e em outros países em que o remix "See You Again (Rock Mafia Remix)" não foi lançado. A canção foi acrescentada nas turnês Wonder World e Gypsy Heart.

## Promoções e lançamento
"Fly on the Wall" estreou na Rádio Disney em 9 de agosto de 2008, e foi ao ar na Disney Channel durante os comerciais do Disney Channel Games.
Cyrus interpretou a música na cerimônia de encerramento do Disney Channel Games de 2008 e no concerto de Zotopia em 17 de maio de 2008. Também cantou a música no show da ABC Good Morning America e no show Today da NBC como parte de seu concerto de verão. Em 1 de agosto de 2008, interpretou "Fly on the Wall" ao lado de "7 Things", no programa FNMTV do canal MTV. Além destes, cantou a música no American Music Awards de 2008 e no Dancing with the Stars. O single foi lançado no iTunes em 9 de dezembro e recebeu aproximadamente 255.000 downloads.
No Reino Unido, o clipe começou a receber moderação airplay. Foi dada uma única versão integral, mas era disponível apenas em algumas lojas. Também se apresentou no programa da ITV Ant and Dec's Saturday Night Takeaway em 14 de fevereiro de 2009, onde ela esqueceu as palavras por um momento. Eventualmente ficou na 14ª posição nas paradas de sucesso do Reino Unido, tornando o país mais bem sucedido das estreias.
A música foi usada no começo de 2009 no filme Race To Witch Mountain.

## Recepção e crítica
Boston Globe disse que "é a música do álbum mais interessante, uma espécie de eletroindustrial". LA Times disse que é um "stomping eletrometal produzido pelos regulares Disney-Pop Antonina Armato e Tim James – Cyrus ridiculariza um namorado intrometido (ou o público intrometido) desesperado para conhecer seus "preciosos segredos". Billboard disse que Cyrus "deu um convincente turno como uma kick-ass pop/rock chick, especialmente na ponte onde ela recebe uma chance de se soltar". Alex Fletcher da Digital Spy chama "Fly on the Wall" de "um excelente exemplo de como a rainha adolescente desafia as expectativas."

## Vídeo musical
O vídeo clipe foi gravado em 8 de Novembro de 2008, em um estúdio no centro de Los Angeles dirigido por Philip Andelman. O vídeo foi lançado em 5 de Dezembro às 8h no programa FNMTV da MTV, apresentado por Pete Wentz.
O clipe começa com uma captura de Miley saindo com seu namorado (interpretado por Jarron Vosburg) do teatro, e por causa de uma "estranha tosse" e da lua cheia, se transforma num paparazzi. Na próxima cena, Miley grita e se esconde em um estacionamento, onde vários outros paparazzis estão, seguindo-a. Ela se surpreende, pois os paparazzis se aproximam dela, e em vez de fotografá-la, eles começam a dançar. Finalmente, um Mercedes-Benz SLR McLaren dirigido pelo verdadeiro namorado de Miley chega, e ela entra no carro, começando a explicar tudo o que aconteceu. Mas, dentro do carro, existe uma câmera filmando tudo o que ela falava, e isto se passava ao vivo em um site. Miley pode ser vista também cantando e dançando em um fundo preto com flashes de câmeras e na frente de uma carro, no próprio estacionamento. O clipe se assemelha com o de Michael Jackson, "Thriller".

"É sobre como eles pensam que sabem tudo de mim, quando não sabem. Eles querem ser uma mosca na parede e saber realmente de tudo," disse Miley sobre o tema da canção.

### Versão Live Promocional
Disney Channel exibiu uma versão do clipe interpretada no Disney Channel Games 2008. Este vídeo foi utilizado para promover a música em estações de rádio e comerciais, devido ao atraso da liberação da versão oficial. Foi incluída no Breakout: Platinum Edition bônus DVD.

## Faixas dos CDs
Promo CD
1. "Fly on the Wall" [Versão Álbum]
2. "Fly on the Wall" [David Kahn Remix]

Remixes
1. "Fly on the Wall" [David Kahn Remix]
2. "Fly on the Wall" [Versão Álbum]
3. "Fly on the Wall" [Jason Nevins Edit]

CD Single 2009
1. "Fly on the Wall" [Digital Dog Extended Mix]
2. "Fly on the Wall" [Jason Nevins Estended Mix]
3. "Fly on the Wall" [Digital Dog Instrumental]
4. "Fly on the Wall" [Jason Nevins Instrumental]
5. "Fly on the Wall" [Digital Dog Edit]
6. "Fly on the Wall" [Jason Nevins Edit]
7. "Fly on the Wall" [David Kahn Edit]
8. "Fly on the Wall" [Versão Álbum]

UK CD Single
1. "Fly on the Wall"
2. "7 Things" [Bimbo Jones Radio Edit]
3. "Fly on the Wall" [Jason Nevins Remix Radio Edit]

## Paradas de Sucesso
| Parada de Sucesso (2008-2009) | Posição |
| ----------------------------- | ------- |
| Australian ARIA Singles Chart | 48      |
| Austrian Singles Chart        | 57      |
| Canadian Hot 100              | 73      |
| Chilean Singles Chart         | 37      |
| German Singles Chart          | 62      |
| Irish Singles Chart           | 23      |
| Polish Singles Chart          | 33      |
| U.S. Billboard Hot 100        | 84      |
| U.S. Billboard Pop 100        | 64      |
| UK Singles Chart              | 14      |